# アンダー・ザ・ウォーター
『アンダー・ザ・ウォーター』（原題：QEDA）は、2017年のデンマーク・フィンランド・スウェーデン合作の映画。

## あらすじ
2095年、海面上昇によって大陸の殆どが海に沈み、動植物の多くが絶滅。真水が貴重品となり、人類の滅亡も間近に迫る中、2017年に航空機事故で他界した女性研究者の研究にわずかな希望が見いだされる。研究結果を入手するようにファン・ルン大尉は、政府に密命を受け、2017年に自らの分身を送り込むが...

## スタッフ
- 監督：マックス・ケストナー
- 脚本：ドゥニャ・グリ・イェンセン
- 原案：マックス・ケストナー、ドゥニャ・グリ・イェンセン
- 製作：ビルギッテ・スコフ
- 音楽：ヨナス・シュトゥルク、ヴラディスラフ・デライ
- 撮影：ラスムス・ヴィデベック
- 編集：オーサ・モスバリ

## キャスト
- ファン・ルン大尉：カーステン・ビィヤーンルン
- モナ：ソフィア・ヘリン
- ネリ：マリヤーナ・ヤンコヴィッチ
- 大臣：スティーナ・エクブラ
- ビンウェン：ジョゼフ・マウル
- ルイ・マルコ：ドラゴミール・ムルジッチ